# Marlies Smulders
Marlies Smulders (ur. 22 lutego 1982 w Amstelveen) – holenderska wioślarka.

## Osiągnięcia
- Mistrzostwa Świata Juniorów – Płowdiw 1999 – dwójka podwójna – 10. miejsce[1].
- Mistrzostwa Świata Juniorów – Zagrzeb 2000 – czwórka podwójna – 4. miejsce[1].
- Mistrzostwa Świata – Sewilla 2002 – czwórka podwójna – 8. miejsce[1].
- Mistrzostwa Świata – Mediolan 2003 – czwórka podwójna – 9. miejsce[1].
- Igrzyska Olimpijskie – Ateny 2004 – ósemka – 3. miejsce[1].
- Mistrzostwa Świata – Gifu 2005 – dwójka bez sternika – 11. miejsce[1].
- Mistrzostwa Świata – Monachium 2007 – ósemka – 7. miejsce[1].
- Igrzyska Olimpijskie – Pekin 2008 – ósemka – 2. miejsce[1].